# Cantone di Enne et Alzou
Il Cantone di Enne et Alzou è una divisione amministrativa dell'arrondissement di Rodez e dell'arrondissement di Villefranche-de-Rouergue.
È stato costituito a seguito della riforma approvata con decreto del 21 febbraio 2014, che ha avuto attuazione dopo le elezioni dipartimentali del 2015.

## Composizione
Comprende gli 11 comuni di:
- Anglars-Saint-Félix
- Aubin
- Auzits
- Belcastel
- Bournazel
- Cransac
- Escandolières
- Firmi
- Goutrens
- Mayran
- Rignac